# برنار جيمس
برنار جيمس (بالإنجليزية: Bernard James)‏ مواليد 7 فبراير 1985، هو لاعب كرة سلة أمريكي يلعب مع فريق دالاس مافيريكس في الرابطة الوطنية لكرة السلة ويحمل الرقم 55. يبلغ طوله 6 قدم 10 بوصة (2.1 م).

## فرق لعب لها
- دالاس مافيريكس

## روابط خارجية
- برنار جيمس على موقع إن بي أي (الإنجليزية)
- برنار جيمس على موقع سبورتس رفرنس (الإنجليزية)
- برنار جيمس على موقع كرة السلة الأوروبية.كوم (الإنجليزية)
- برنار جيمس على موقع كلية كرة السلة في سبورتس رفرنس.كوم (الإنجليزية)
- برنار جيمس على موقع ريلجم (الإنجليزية)
- برنار جيمس على موقع بروبوليرز (الإنجليزية)
- برنار جيمس على موقع سبورتس رفرنس (الإنجليزية)
- برنار جيمس على موقع سبورتس رفرنس (الإنجليزية)